# Redmond Gerard
Redmond Gerard (ur. 29 czerwca 2000 w Westlake) – amerykański snowboardzista, mistrz olimpijski w slopestyle’u, specjalizujący się w konkurencjach freestyle.

## Kariera
Po raz pierwszy na arenie międzynarodowej pojawił się 25 lutego 2015 roku w Mammoth Mountain, gdzie w zawodach FIS Race zajął 22. miejsce w slopestyle’u. Nigdy nie startował na mistrzostwach świata juniorów. W zawodach Pucharu Świata zadebiutował 22 sierpnia 2015 roku w Cardronie, zajmując jedenaste miejsce w slopestyle'u. Tym samym już w swoim debiucie wywalczył pierwsze pucharowe punkty. Na podium zawodów tego cyklu po raz pierwszy stanął 14 stycznia 2017 roku w Kreischbergu, gdzie był trzeci w slopestyle’u. W zawodach tych wyprzedzili go jedynie Mons Røisland z Norwegii i inny reprezentant USA, Ryan Stassel. Najlepsze wyniki osiągnął w sezonie 2016/2017, kiedy to zajął czwarte miejsce w klasyfikacji generalnej AFU, a w klasyfikacji slopestyle’u zdobył Małą Kryształową Kulę. Ponadto w sezonie 2017/2018 był drugi w klasyfikacji slopestyle'u.
W 2018 roku wywalczył złoty medal w swej koronnej konkurencji na igrzyskach olimpijskich w Pjongczangu. Na tej samej imprezie był też piąty w big air. W styczniu 2020 roku wywalczył brązowy medal w slopestyle'u podczas Winter X Games 24.

## Osiągnięcia

### Igrzyska olimpijskie
| Miejsce | Dzień     | Rok  | Miejscowość | Konkurencja | Zwycięzca         |
| ------- | --------- | ---- | ----------- | ----------- | ----------------- |
| 1.      | 11 lutego | 2018 | Pjongczang  | Slopestyle  | –                 |
| 5.      | 24 lutego | 2018 | Pjongczang  | Big air     | Sebastien Toutant |

### Mistrzostwa świata
| Miejsce | Dzień    | Rok  | Miejscowość | Konkurencja | Zwycięzca        |
| ------- | -------- | ---- | ----------- | ----------- | ---------------- |
| 11.     | 9 lutego | 2019 | Park City   | Slopestyle  | Chris Corning    |
| 4.      | 12 marca | 2021 | Aspen       | Slopestyle  | Marcus Kleveland |
| 29.     | 16 marca | 2021 | Aspen       | Big air     | Mark McMorris    |

### Puchar Świata

#### Miejsca w klasyfikacji generalnej
- - AFU[3]
- sezon 2015/2016: 44.
- sezon 2016/2017: 4.
- sezon 2017/2018: 4.
- sezon 2018/2019: 31.
- sezon 2019/2020: 10.
- sezon 2020/2021: 16.

#### Miejsca na podium
1. Kreischberg – 14 stycznia 2017 (slopestyle) - 3. miejsce
2. Mammoth Mountain – 4 lutego 2017 (slopestyle) - 1. miejsce
3. Mediolan – 11 listopada 2017 (big air) - 2. miejsce
4. Snowmass – 12 stycznia 2018 (slopestyle) - 1. miejsce
5. Mammoth Mountain – 9 marca 2019 (slopestyle) - 1. miejsce
6. Cardrona – 24 sierpnia 2019 (big air) - 2. miejsce
7. Laax – 15 stycznia 2020 (slopestyle) - 2. miejsce
8. Aspen – 20 marca 2021 (slopestyle) – 2. miejsce